# Ульріх Робейрі
Ульріх Робейрі  (фр. Ulrich Robeiri, 26 жовтня 1982) — французький фехтувальник, олімпійський чемпіон.

## Виступи на Олімпіадах
| Олімпіада  | Дисципліна      | Місце |
| ---------- | --------------- | ----- |
| Пекін 2008 | шпага, особисті | 14    |
| Пекін 2008 | шпага, командні | 1     |